# 法比奧·卡華路
法比奧·李安度·弗雷塔斯·戈維亞·卡華路（葡萄牙語：Fábio Leandro Freitas Gouveia Carvalho，2002年8月30日—）是一位葡萄牙足球運動員。現效力於英超球隊賓福特，司職進攻中場或邊鋒。

## 荣誉

### 球會
富咸
- 英冠冠軍：2021–22[1]

利物浦
- 英格兰社区盾冠军：2022年

RB萊比錫
- 德國超級盃冠軍：2023[2]

## 外部連結
- 法比奧·卡華路－UEFA國際賽競賽紀錄